# Xã Albany, Quận Bradford, Pennsylvania
Xã Albany (tiếng Anh: Albany Township) là một xã thuộc quận Bradford, tiểu bang Pennsylvania, Hoa Kỳ. Năm 2010, dân số của xã này là 911 người.